# Bendir
El bendir (àrab: بندير; plural banadir, بنادير), també anomenat erbeni, arbani o bendyr, és un tambor de marc tradicional a tot el Nord d'Àfrica, més concretament al Marroc. A diferència de la pandereta, no té decoració.

## Característiques
Es tracta d'una espècie de pandero d'uns 40 cm de diàmetre realitzat amb pell de cabra. En dos forats del cèrcol té adaptats dos platerets metàl·lics que sonen en agitar-se l'instrument. A l'interior, enganxats a la pell, té diverses cordes de budell que en vibrar donen ressonància a l'instrument. Quan es copeja el tambor amb els dits o amb el palmell de la mà dona el so típic d'un brunzit.
El marc és de fusta i té una sola pell. Crea tons diferents d'acord amb la difusió de les ones de xoc que es desplacen a través de la pell. El més antic i més comú tipus de tambor d'aquest tipus és de forma quadrada.
El diàmetre del bendir és d'uns 36 a 41 cm. Es toca mantenint-ho vertical i inserint el dit polze de la mà esquerra generalment dins del forat del bastidor i la mà dreta tocant en les vores i el centre.

## Usos
El bendir es va utilitzar en tot el nord d'Àfrica, l'antic Egipte, Mesopotàmia i al Marroc. El tambor bendir ha existit des de temps prehistòric.
S'utilitza en les cerimònies del sufisme. La tradició sufí està fortament caracteritzada per l'ús de la música, el ritme, la dansa i en particular per arribar a estats de consciència introspectiva.
És un instrument de percussió emprat pels àrabs.